# Paul Mathaux
Paul Mathaux (Boulogne-sur-Mer, 19 febbraio 1888 – 18 settembre 1966) è stato un calciatore francese, di ruolo attaccante.

## Carriera

### Nazionale
Venne convocato dalla Nazionale francese B che partecipò ai Giochi olimpici del 1908, disputò l'unica partita giocata dalla sua Nazionale in quell'edizione.